# Rejon dąbrowicki
Rejon dąbrowicki – jednostka administracyjna wchodząca w skład obwodu rówieńskiego Ukrainy.
Rejon utworzony w 1939, ma powierzchnię 1820 km². Siedzibą władz rejonu jest Dąbrowica.
Na terenie rejonu znajdują się 1 miejska rada i 23 silskie rady, obejmujące w sumie 58 miejscowości.

## Miejscowości rejonu
- Bereźnica (Бережниця)
- Bereście (Берестя)
- Bereżki (Бережки)
- Biełasze (Білаші)
- Biała (Біле)
- Brodziec (Бродець)
- Budymle (Будимля)
- Dąbrowica (Дубровиця)
- Horodyszcze (Городище)
- Hranie (Грані)
- Hrycki (Грицьки)
- Chylin (Хилін)
- Choczyn (Хочин)
- Jasineć (Ясинець)
- Jeziersk (Озерськ)
- Jeziory (Великі Озера)
- Kołki (Колки)
- Krzywica (Кривиця)
- Krupowie (Крупове)
- Kurasz (Кураш)
- Lisowe (Zamorocze, Лісове)
- Litiwsk (Літвиця)
- Luhowe (Лугове)
- Ludynie (Людинь)
- Lutyńsk (Лютинськ)
- Milacze (Миляч)
- Moczuliszcze (Мочулище)
- Niweck (Нивецьк)
- Orwianica (Орв'яниця)
- Osowa (Осова)
- Ostrowce (Острівці)
- Partyzancke (Późnia, Партизанське)
- Perebrody (Переброди)
- Pidlisne (Rudnia, Підлісне)
- Porubka (Порубка)
- Pracuki (Працюки)
- Rezki (Різки)
- Rudnia (Рудня)
- Swarycewicze (Сварицевичі)
- Sielec (Селець)
- Smorodzk (Смородськ)
- Sołomijówka (Соломіївка)
- Trypunia (Трипутня)
- Tumień (Тумень)
- Szachy (Шахи)
- Udryck (Удрицьк)
- Uzlissja (Узлісся)
- Wełkij Czeremel (Czeremień, Великий Черемель)
- Wieluń (Велюнь)
- Werbiwka (Rzeczyca, Вербівка)
- Wilne (Jacule, Вільне)
- Wysock (Висоцьк)
- Zahreblia (Загребля)
- Zaleszczany (Залішани)
- Załuże (Залужжя)
- Zasłuczczia (Заслуччя)
- Zielin (Зелень)
- Złote (Золоте)
- Żaden (Жадень)